# 안기고 싶은 남자 1위에게 협박 당하고 있습니다
안기고 싶은 남자 1위에게 협박 당하고 있습니다(抱かれたい男1位に脅されています。)는 사쿠라비 하시고가 원작한 일본의 BL 만화이다. 2013년 7월에 리브레 슛판의 b-boy, JUNK!BOY, MAGAZINE BE×BOY에서 발간 중.
연예계를 누비는 BL 작품. 몇 년간 "안기고 싶은 남자 랭킹"에서 1위를 차지한 유명 연기파 배우 사이죠 타카토와 데뷔한지 1년도 되지않아 "안기고 싶은 남자 랭킹" 1위를 차지한 신인 배우의 연애이야기.